# Маршал (САУ)
Истребитель танков «Маршал» (рум. Vânătorul de tancuri Mareșal) — румынская экспериментальная противотанковая САУ, предназначавшаяся для замены немецких самоходок Panzerjäger I.

## История

### Зарождение проекта
В 1942 году майор Николае Ангел, капитан Георге Самботин и лейтенант-полковник Константин Гиулаи занялись разработкой самоходного орудия, которое должно было заменить импортируемые из Германии «Панцерягеры». Для новой самоходки предполагалось использовать обычное танковое шасси, куда устанавливался сам корпус с вооружением. Шасси предполагалось использовать либо от R-2, либо от Т-60, 30 из которых были захвачены на Восточном фронте в 1941-1942 годах и использовались для обучения экипажей. Для более эффективного применения на шасси предполагалось установить 122-мм гаубицу Путилова-Обухова модели 1904/1930 и спаренный с неё пулемет ZB-53, а со всех сторон орудие закрыть четырёхгранным щитом с толщиной брони 20-30 мм. Самоходка получила название «Маршал» (рум. Mareşal), а для кодировки обозначалась буквой M.

### Строительство первых прототипов
Первый прототип получил индекс M-00, его строительство началось летом 1943 года на фирме «Малакса» под общим руководством Константина Гулаи и директора завода Раду Вереса. Работы шли быстро, и уже 30 июля прототип был предъявлен на испытания, проводившиеся на полигоне в Судити. К октябрю выпустили ещё три опытных самоходки, получивших обозначения М-01, М-02 и М-03. Испытания не привели к желаемому результату: экипаж из двух человек был недостаточным, а установить 122-мм гаубицу так и не удалось. В итоге от дальнейших работ отказались.

### Помощь немецких инженеров
На помощь румынам пришли немцы, которые порекомендовали немецкую пушку PaK 40. Новый вариант самоходки, M-04, унаследовал старое шасси, но получил двигатель от лёгкого танка Hotchkiss H-39, 75-мм противотанковую пушку Resita M1943 и более обтекаемый бронекорпус, как у «Хетцера». Маршал Антонеску даже представил её чертежи Адольфу Гитлеру, который отозвался о румынской машине вполне похвально. Постройка прототипа М-04 началась в ноябре 1943 и была завершена в январе 1944 года. Для румынского проекта были специально выделены немецкие специалисты по личному распоряжению Гитлера, заинтересованного в пополнении румынской армии новейшим вооружением. Испытания начались в феврале 1944 года на полигоне в Судити и проводились в присутствии представителей OKH (немецкого верховного командования). При участии инженеров фирм Alkett и Vomag в течение марта-мая 1944 года было построено ещё две опытные самоходки с индексами М-05 и М-06, которые представляли собой уникальный симбиоз. Шасси было советским, корпус — румынским, двигатели — французскими (от H-39), коробка передач и траки — чехословацкими (ЧКД), радиостанция и оптика — немецкими. На сравнительных испытаниях со StuG III, прошедших с 21 июля по 23 августа 1944 года, румынская самоходка показала превосходство по подвижности при аналогичном вооружении и низком силуэте, уступив только в бронировании и общей защищённости.

### Попытка серийного производства
В мае 1944 года был выдан заказ на 1000 самоходок (200 типа М-05 и 800 типа М-06), однако ещё в марте запланировали производство специальной «нулевой» серии М-05 из 10 машин, а также первой (40 машин) и второй серий (50 машин). Первые самоходки намеревались получить в июне, а затем темп производства предполагалось повысить до 100 машин в месяц (по плану тогда появились бы 32 противотанковых самоходных батальона, плюс тогда существовал первый тренировочный батальон в составе 2-й танковой дивизии). Однако планы производства были нарушены налетами стратегических бомбардировщиков союзников, из-за чего срок поставки первых САУ перенесли на 1 ноября 1944 года.
Дополнительно был подписан договор между румынским и немецким командованием, предусматривавший поставку 20-30 самоходок вермахту и даже развертывание их лицензионного производства с использованием агрегатов от самоходки «Хетцер». Однако до заключения перемирия с СССР ни одна машина так и не покинула стен предприятия. С 29 августа программа строительства была приостановлена, а затем полностью прекращена. Находившиеся на разных стадиях сборки предсерийные М-05 были конфискованы советскими войсками и вскоре отправлены на слом.